# Lynn Hung
Xiong Dailin (kinesiska: 熊 黛林), vanligen känd som Lynn Hung, född 10 oktober 1980 i Nanjing, är en kinesisk fotomodell och skådespelerska.

## Filmografi
- 2003 – Welcome to Destination Shanghai
- 2008 - Ip Man
- 2010 - All's Well, Ends Well 2010
- 2010 - Ip Man 2
- 2010 - My Sassy Girl 2
- 2011 - All's Well, Ends Well 2011
- 2011 -  Material Queen (TV-serie)
- 2012 - All's Well, Ends Well 2012
- 2012 - Love Is... Pyjamas
- 2013 - Hotel Deluxe
- 2014 - Hello Babies
- 2015 - Running man
- 2015 - The Right Mistake